# Egra
Egra ist eine Wüstung auf dem Gebiet der Gemeinde Hohenfels im oberpfälzischen Landkreis Neumarkt in der Oberpfalz in Bayern. Sie liegt im Truppenübungsplatz Hohenfels.

## Geschichte
Egra war ein Ort der 1944 aufgelösten Gemeinde Enslwang, die dem Heeresgutsbezirk Hohenfels zugeteilt wurde. Der Weiler bestand 1925 aus drei Wohngebäuden und hatte 21 Einwohner. 1950 kam Egra zur Gemeinde Nainhof-Hohenfels und hatte fünf Wohngebäude und 21 Einwohner.